# Вивиан, Джордж, 4-й барон Вивиан
Джордж Креспиньи Брабазон Вивиан, 4-й барон Вивиан DSO (англ. George Crespigny Brabazon Vivian, 4th Baron Vivian; 21 января 1878 — 28 декабря 1940) — британский военный, участник второй англо-бурской и Первой мировой войн, майор Британской армии.

## Биография

### Ранние годы
Родился 21 января 1878 года в Лондоне (Коннахт-Плейс) в семье Хасси Вивиана, 3-го барона Вивиана, и Луизы Дафф. Окончил Итонский колледж, был его старостой. Титул барона принял в возрасте 15 лет, получив своё место в Палате лордов в феврале 1900 года. 14 марта 1900 зачислен в 17-й уланский полк британской кавалерии.

### Вторая англо-бурская война
Лорд Вивиан участвовал во второй англо-бурской войне и был несколько раз там ранен. 17 сентября 1901 партизанские отряды буров под командованием Яна Смэтса обнаружили 17-й уланский полк, расквартированный в окрестностях Таркастада. Смэтс решил, что лагерь можно будет захватить и добыть там припасы, одежду и лошадей. Нападение буров на лагерь стало известно как битва на реке Эландс, в ходе которой уланы понесли огромные потери. Ошарашенные внезапной атакой, уланы сдались.
Согласно данным бура Денейса Рейца, среди раненых были командир уланского полка капитан Виктор Сэндиман и его лейтенант лорд Вивиан. Рейц писал, что Вивиан показывал ему на свой бивуак и говорил, что Рейцу стоило бы забрать себе этот бивуак; бур послушался совета и сменил свою старую одежду из зернового мешка и старую винтовку Маузера с двумя патронами на кавалерийский мундир с галифе и новую винтовку Ли-Метфорд.
Как потом писал Рейц, следующая встреча с лордом Вивианом состоялась в Лондоне в 1935 году. Историк Томас Пакенхэм в своём предисловии к книге Джонатана Болла «Коммандо» 1983 года рассказывал, что якобы Вивиан отговорил Рейца забирать чужие вещи, и даже в 1943 году вернул ему винтовку. Серьёзной ошибкой Пакенхэма стало то, что Вивиан умер в 1940 году и никак не мог передать Рейцу оружие.

### Первая мировая война
Вивиан вернулся в декабре 1901 года в Великобританию. Он участвовал в Первой мировой войне в составе Британской армии: за свою карьеру он отслужил и в 1-м королевском йоменском девонском полку кавалерии, и в пехотном полку герцога Корнуолльского. За свою службу был отмечен орденом «За выдающиеся заслуги», французским и бельгийским Военными крестами Первой мировой, а также французским орденом Почётного легиона и бельгийским орденом Леопольда I с серебряной пальмой. Также он был назначен личным адъютантом бельгийского короля Альберта I.
28 декабря 1940 лорд Вивиан скончался на 63-м году жизни.

## Семья
1 августа 1903 года Вивиан женился на Барбаре Цицели Фаннинг: в браке родились дочь Дафна Винифред Луиза (11 июля 1904) и сын Энтони Креспиньи Клод (4 марта 1906), ставший наследником как 5-й барон Вивиан. В 1907 году они развелись по причине того, что Фаннинг решила уйти к Альфреду Кёрфи. Второй брак состоялся 5 января 1911 года: супругой стала Нэнси Лицетт Грин (ум. 6 мая 1970). В браке родились дочь Урсула Ванда Мод (16 июня 1912) и сын Дуглас Дэвид Эдвард (16 января 1915).